# Microdontomerus zoyphius
Microdontomerus zoyphius är en stekelart som beskrevs av Grissell 2005. Microdontomerus zoyphius ingår i släktet Microdontomerus och familjen gallglanssteklar. Inga underarter finns listade i Catalogue of Life.